# Бертолен
Бертолен (фр. Bertholène) насеље је и општина у јужној Француској у региону Миди Пирене, у департману Аверон која припада префектури Родез.
По подацима из 2011. године у општини је живело 1.006 становника, а густина насељености је износила 21,42 становника/km². Општина се простире на површини од 46,96 km². Налази се на средњој надморској висини од 592 метара (максималној 926 m, а минималној 533 m).

## Демографија
| 1962. | 1968. | 1975. | 1982. | 1990. | 1999. | 2011. |
| ----- | ----- | ----- | ----- | ----- | ----- | ----- |
| 687   | 785   | 705   | 782   | 918   | 924   | 1.006 |

График промене броја становника у току последњих година